# Trachelopachys singularis
Trachelopachys singularis is een spinnensoort uit de familie van de Trachelidae.
De wetenschappelijke naam van de soort werd in 1955 als Tetratrachelas singularis gepubliceerd door Lodovico di Caporiacco.